# Total-Quality-Management
Total-Quality-Management (TQM), bisweilen auch umfassendes Qualitätsmanagement, bezeichnet die durchgängige, fortwährende und alle Bereiche einer Organisation (Unternehmen, Institution etc.) erfassende, aufzeichnende, sichtende, organisierende und kontrollierende Tätigkeit, die dazu dient, Qualität als Systemziel einzuführen und dauerhaft zu garantieren. TQM wurde in der japanischen Automobilindustrie weiterentwickelt und schließlich zum Erfolgsmodell gemacht. TQM benötigt die volle Unterstützung aller Mitarbeiter, um zum Erfolg zu führen.

## Prinzipien des TQM
Zu den wesentlichen Prinzipien der TQM-Philosophie zählen:
- Qualität orientiert sich am Kunden,
- Qualität wird durch Mitarbeiter aller Bereiche und Ebenen erzielt,
- Qualität umfasst viele Dimensionen, die durch Kriterien operationalisiert werden müssen,
- Qualität ist kein Ziel, sondern ein Prozess, der nie zu Ende geht,
- Qualität bezieht sich auf Produkte und Dienstleistungen, 
vor allem aber auf die Prozesse zur Erzeugung derselben.
- Qualität setzt aktives Handeln voraus und muss erarbeitet werden.

Das meistverbreitete TQM-Konzept in Deutschland ist das EFQM-Modell für Excellence der European Foundation for Quality Management. Dieses Modell hat einen ganzheitlichen, ergebnisorientierten Ansatz.
Siehe auch: Kaizen

## Geschichte

### Erfindung in den USA
Als Pionier forschte William Edwards Deming in den 1940er Jahren im Bereich Qualitätsmanagement. Doch in den USA schenkte ihm nach Beendigung des Zweiten Weltkriegs niemand Beachtung, da die Maximierung des Produktionsvolumens angesichts der nach dem Krieg weltweit insgesamt reduzierten Produktionskapazitäten im Fokus stand. Im kriegszerstörten Japan hatten seine Arbeiten dagegen mehr Erfolg. Das Total-Quality-Management wurde hier schnell zu einer viel beachteten Management-Philosophie; bereits 1951 wurde zum ersten Mal ein japanisches Unternehmen mit dem so genannten Deming-Preis für besonders hohe Qualitätsanforderungen ausgezeichnet.

### Weiterentwicklung in Japan
Die Japaner eroberten in den folgenden Jahrzehnten mit qualitativ hochstehenden und doch preisgünstigen Produkten Marktanteile auf der ganzen Welt. Dies ging so weit, dass selbst die stolzen US-Unternehmen einen Blick nach Japan warfen und dabei auf die Deming’sche Qualitätsphilosophie stießen. In den siebziger und achtziger Jahren kam diese schließlich auch bei namhaften US-amerikanischen Unternehmen zur Anwendung. Von staatlicher Seite setzte sich vor allem Malcolm Baldrige, der von 1981 bis 1987 als Secretary of Commerce agierte, für Qualität in den Unternehmen ein. Der US-Kongress rief 1987 ein Belohnungsprogramm für Organisationen mit hohen Anforderungen an Qualität und Leistung ins Leben. Der Baldrige Award wird bis heute jährlich verliehen. Er basiert auf einem Qualitätsmodell, das auf den Ideen von Deming beruht und durch die Befragung von zahlreichen Unternehmen stetig weiterentwickelt wird.

### In Europa

#### EFQM
Das Konzept dieses Preises schwappte auch nach Europa über. 1988 gründeten 14 große Unternehmen (unter ihnen Nestlé, Bosch, Philips, Ciba-Geigy und Sulzer) die European Foundation for Quality Management (EFQM), die sich die Entwicklung eines europäischen Modells für Qualitätsmanagement auf die Fahne schrieb. Das so genannte EFQM-Modell für Business-Excellence wird bis heute von der Organisation betreut und mit Hilfe der Praxis kontinuierlich angepasst. 1992 wurde zum ersten Mal ein Preis für Qualität auf europäischer Ebene verliehen.

#### ISO
Neben der EFQM entwickelte die ISO (International Organization for Standardization) in ihrer "9000er Reihe" (Richtlinien und Normen für Qualitätsmanagement) im Jahre 1994 zum ersten Mal die DIN EN ISO 9004 Richtlinie publiziert, welche die Business Excellence im Sinne eines Total-Quality-Management Modells beschreibt. Im Jahre 2018 wurde diese Richtlinie aktualisiert und zählt mittlerweile als Alternative zum EFQM-Ansatz. Im Gegensatz zur EFQM wird im Rahmen der ISO Business Excellence kein Preis verliehen und die Umsetzung der Richtlinie ist ebenso nicht zertifizierbar.

## Grundgedanke
Der Grundgedanke ist bei allen Modellen derselbe: Qualitätsmanagement soll sich nicht auf die technischen Funktionen zur Sicherstellung der Produktqualität beschränken, sondern wird auf die Beziehung zwischen dem Unternehmen und seinen Kunden definiert. Qualität ist nach Philip B. Crosby – einer der US-amerikanischen „Qualitäts-Gurus“ – die Erfüllung von Anforderungen. Oberstes Ziel ist die Kundenzufriedenheit, die nur durch eine langfristige Entwicklung des Unternehmens selbst dauerhaft gewährleistet ist. Das EFQM-Modell ist eine Art große Checkliste, welche die Wirkungszusammenhänge in einem Unternehmen aufzeigen soll.
Das Modell umfasst acht Leitgedanken:
1. Führung und Zielkonsequenz
2. Management mit Prozessen und Fakten
3. Mitarbeiterentwicklung und Beteiligung
4. Kontinuierliches Lernen, Innovation und Verbesserung
5. Aufbau von Partnerschaften
6. Verantwortung gegenüber der Öffentlichkeit
7. Ergebnisorientierung
8. Kundenorientierung

Diese sind im Sinne des so genannten Radar-Konzeptes (Results, Approach, Deployment, Assessment und Review, vgl. auch Managementprozess) umzusetzen. Ein Unternehmen muss also zuerst die gewünschten Ergebnisse bestimmen, dann das Vorgehen für die Umsetzung planen, die Umsetzung durchführen und schließlich sowohl das Vorgehen (war es effektiv?) wie auch die Umsetzung (war sie effizient?) bewerten und überprüfen. Ein wesentlicher Gedanke des Modells ist der, das eigene Handeln und die eigenen Ergebnisse ständig mit dem Wettbewerb, und zwar mit den Besten im Wettbewerb, zu vergleichen. Zudem können die fünf Denkweisen (proaktiv, sensitiv-intuitiv, ganzheitlich, potentialorientiert und ökonomisch) auch für diesen Ansatz als immanent angesehen werden.

## Umsetzung
Das Modell kann grundsätzlich von allen Unternehmen angewandt werden. Es ist branchen- und größenunabhängig. In der Schweiz hat sich laut Liedtke aber gezeigt, dass kleine und mittlere Unternehmen (KMU) das Modell schneller umsetzen können. Große Firmen müssten mit mehr als sechs Jahren rechnen, bis sie sich zu Organisationen entwickelt haben, die eine umfassende Qualität mit entsprechenden Ergebnissen aufweisen. Die Finalisten des Esprix-Preises (dem Schweizer Qualitätspreis) waren in den vergangenen Jahren dann auch vorwiegend KMU; dieses Jahr waren erstmals vier der fünf Finalisten Großunternehmen. Bei großen Konzernen können aber auch einzelne Sparten, Divisionen oder gar Abteilungen das Excellence-Modell individuell anwenden. Ausschlaggebend für die erfolgreiche Umsetzung des Modells ist laut Liedtke vor allem das persönliche Engagement der obersten Führung.

## Nutzen
Der Nutzen des EFQM-Modells ist zwar noch nicht genau analysiert worden, derjenige seines Pendants jenseits des Atlantiks indessen schon. In den USA haben wissenschaftliche Studien gezeigt, dass Unternehmen, die dem Excellence-Modell nachleben, höhere Umsätze und Gewinne, eine höhere Produktivität, eine bessere Aktien-Performance und eine schneller wachsende Zahl von Arbeitsplätzen als ihre Konkurrenten aufweisen können.
Den überzeugendsten Nachweis lieferte die Langzeitstudie von Vinod Singhal vom Georgia Institute of Technology und Kevin Hendricks von der University of Western Ontario aus dem Jahr 2000, in der die Leistung von beinahe 600 Gewinnern von Qualitätspreisen fünf Jahre lang verfolgt wurde. Das Ergebnis: Der Aktienpreis der Gewinner lag um 44 %, der Betriebsertrag um 48 % und der Umsatz um 37 % höher als in der Vergleichsgruppe.

## Nachteile
Die Einführung von TQM gestaltet sich zum Teil schwierig, da die Unternehmenskultur gegebenenfalls verändert werden muss.
Im Kontext schnelllebiger Wirtschaft und kurzfristiger Gewinnerwartungen ist es schwer, Qualität als Firmenphilosophie zu erfassen.

## Gegenüberstellung der klassischen Qualitätssicherung und des TQM-Ansatzes
| Klassische Qualitätssicherung                                 | Total-Quality-Management                                   |
| ------------------------------------------------------------- | ---------------------------------------------------------- |
| Menschen machen Fehler                                        | Prozesse provozieren Fehler                                |
| Einzelne Mitarbeiter sind für Fehler verantwortlich           | Alle Mitarbeiter sind für Fehler verantwortlich            |
| Null Fehler ist nicht realisierbar                            | Null Fehler ist das Ziel                                   |
| Einkauf von vielen Lieferanten                                | Partnerschaft mit wenigen Lieferanten                      |
| Kunden müssen nehmen, was das Unternehmen an Qualität liefert | Alles ist auf vollkommene Kundenzufriedenheit ausgerichtet |